# کوجی سوزوکی
کوجی سوزوکی (انگلیسی: Koji Suzuki؛ زادهٔ ۱۳ مهٔ ۱۹۵۷) نویسندهٔ اهل ژاپن است.